# Atalanti (Saronischer Golf)
Atalanti oder Atalandi (griechisch Αταλάντη (f. sg.), Aussprache [ataˈlandi]) ist eine unbewohnte kleine Insel im Saronischen Golf in Griechenland. Schon Strabon erwähnte die Insel. Sie liegt etwa 700 m südwestlich der Insel Psyttalia und ist lediglich 160 m lang und 105 m breit. Westlich vor der Insel liegt das Wrack der Fähre Melody, die am 7. Juli 1990 hier auf Grund lief.

## Geschichte
Archäologen der Universität Ioannina fanden hier die Grundmauern und Keramikscherben einer kleinen Fluchtsiedlung aus frühbyzantinischer Zeit (6.–7. Jahrhundert v. Chr.). Sie stand vermutlich mit einer frühbyzantinischen Siedlung im Nordwesten von Psyttalia in Verbindung. Im Osten der Insel gibt es eine Anhäufung an Scherben von kleinen, schwarz glasierten Gefäßen, die hauptsächlich aus der Klassischen Zeit stammen.

## Leuchtturm Nisis Atalanti
Auf dem höchsten Punkt der Insel steht der Leuchtturm „Nisis Atalanti“ (Internationale Ordnungsnummer: N 4169). Der 5 m hohe Turm ist aus Stahl gebaut und hat eine Feuerhöhe von 8 m. Die Sichtweite der weißen Befeuerung beträgt 4 sm und der roten 2 sm.